# Ӆ
Cette page contient des caractères spéciaux ou non latins. S’ils s’affichent mal (▯, ?, etc.), consultez la page d’aide Unicode.
Ӆ (minuscule : ӆ), appelé el queue, est une lettre additionnelle de l’alphabet cyrillique utilisée par la langue same de Kildin. Il s’agit d’un el diacrité d’une queue. Elle note la consonne fricative latérale alvéolaire sourde [ɬ].

## Représentations informatiques
Le el queue peut être représenté avec les caractères Unicode suivants (Cyrilique) :
| formes    | représentations | chaînes de caractères | points de code | descriptions                             |
| --------- | --------------- | --------------------- | -------------- | ---------------------------------------- |
| capitale  | Ӆ               | Ӆ                     | U+04C5         | lettre majuscule cyrillique elle à queue |
| minuscule | ӆ               | ӆ                     | U+04C6         | lettre minuscule cyrillique elle à queue |